# Пять поросят
«Пять порося́т» (англ. Five Little Pigs) — детективный роман Агаты Кристи из серии об Эркюле Пуаро, опубликованный в 1942 году издательством Dodd, Mead and Company под названием «Murder in Retrospect» («Убийство в ретроспективе»), а в 1943 году издательством Collins Crime Club под оригинальным названием. На русском языке выходил также под названием «Шестнадцать лет спустя».

## Название

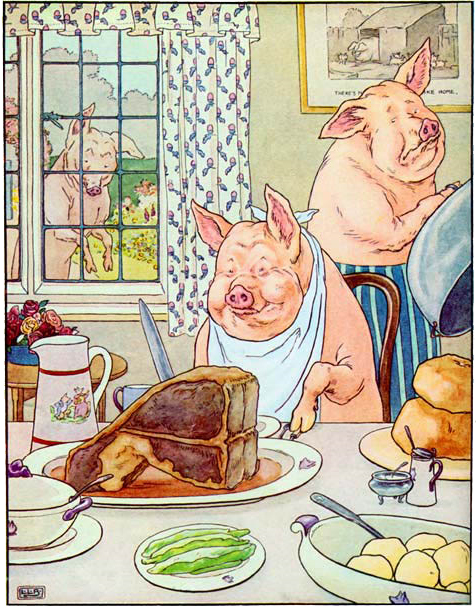
Кто-то жаркое третьему дал…

В названии романа автор использовала строчку из детской считалки:
Один поросёнок пошёл на базар.

Один поросёнок остался дома…

Кто-то жаркое третьему дал,

Ничего не досталось другому.

Пятый с плачем куда-то бежал

— не найду я дорогу к дому!
Эти же строки использованы в названии глав романа. Эркюлю Пуаро считалка помогает сосредоточиться. 
Детские считалочки не раз использовались Агатой Кристи в названии её произведений. Примерами этого являются, в частности, «Десять негритят», «Хикори Дикори Док», «Раз, два, три, туфлю застегни» и «Три слепых мышонка».

## Сюжет
Повествование построено на необычном литературном приеме: одни и те же события рассказываются разными участниками. Пуаро заявляет, что сыщику совсем не обязательно быть на месте преступления, достаточно просто выслушать всех очевидцев событий:
Видите ли, в нашем деле важны не только мускулы. Мне не обязательно наклоняться и измерять следы, собирать окурки или исследовать примятую траву. Мне достаточно удобно устроиться в кресле и думать. Это находится здесь, — Пуаро слегка постучал себя по яйцеобразной голове, — здесь то, что работает.
К Пуаро обращается молодая женщина, Карла Лемаршан, мать которой шестнадцать лет назад была осуждена за убийство собственного мужа, отца Карлы. Карла собирается выйти замуж; она опасается, что факт отравления её матерью отца может пагубно сказаться на её браке. Перед своей смертью шестнадцать лет назад мать написала ей письмо, в котором призналась в невиновности — Карла утверждает, что она никогда бы не солгала ей, чтобы прикрыть неприглядную правду.
Отец Карлы, художник Эмиас Крейл, был отравлен кониином, полученным другом Мередитом Блейком и позднее украденным у него. Каролина, мать Карлы, призналась в краже яда, но заявила, что собиралась покончить с собой. Однако кониин попал в стакан, из которого Эмиас выпил пиво, принесённого ему супругой. Как оказалось, у Каролины был повод устранить мужа: его натурщица, Элиза Грир, заявила, что Эмиас собирался развестись с женой, чтобы жениться на ней. Это было весьма необычно для Эмиаса, у которого было множество интрижек, но оставлять Каролину он не собирался.
Пуаро выявляет пять потенциальных подозреваемых.

## Персонажи романа

### Главные персонажи
- Эркюль Пуаро — бельгийский сыщик
- Карла Лемаршан / Каролина Крейл мл. — дочь Каролины Крейл
- Каролина Крейл ст. — жена Эмиаса
- Эмиас Крейл — известный художник

### Суд
- Сэр Монтэгю Деплиш — адвокат в суде
- Квентин Фогг — обвинитель в суде
- Джордж Мэйхью — сын адвоката Каролины
- Калеб Джонатан — семейный адвокат Крэйлов

### «Пять поросят»
- Филипп Блейк, биржевой маклер («пошёл на базар»)
- Мередит Блейк, брат Филиппа, травник-любитель («остался дома»)
- Эльза Грир (Леди Диттишэм), избалованная светская дама, любовница Эмиаса («дали ей жаркое»)
- Сесилия Уильямс, преданная гувернантка («ничего не досталось другому»)
- Анжела Уоррен, единоутробная сестра Каролины, археолог, обезображена сестрой в приступе ревности («пятый с плачем куда-то бежал — не найду я дорогу к дому!»)

## Литературная критика
Морис Ричардсон, обозреватель газеты «The Observer», опубликовал 10 января 1943 года следующую рецензию на роман «Пять поросят»: Несмотря на наличие всего пяти подозреваемых, миссис Кристи, как обычно, продела кольцо сквозь ноздри читателя и ведёт его к сокрушительной развязке. Очень характерно для среднего периода произведений о Пуаро. Больше ничего и не добавишь.

## Экранизация и театральная адаптация
- В 1960 году на основе романа «Пять поросят» Кристи написала пьесу «Назад к убийству» (англ. Go Back For Murder), несколько изменив сюжет.
- В 2003 году роман лег в основу сценария для очередного эпизода британского телесериала Пуаро Агаты Кристи. Роль Эркюля Пуаро исполняет Дэвид Суше. Сюжет был несколько изменён, в частности предыстория главной героини, имя главной героини, сексуальная ориентация одного из героев[5].

## Посвящение
Книга посвящена Стивену Гленвиллу.